# Register Recall
Flashtoets is de gebruikelijke naam voor een drukknop op een telefoontoestel waarmee de lijnstroom even verbroken wordt. De officiële naam is Register Recall. Sommige fabrikanten gebruiken andere namen, zoals interntoets.
In Europa onderbreekt de flashtoets de lijn gedurende 300 à 400 milliseconde. Dat is te kort om de verbinding te verbreken. De onderbreking duurt langer dan het cijfer 1, gekozen met een kiesschijf, zodat het in theorie mogelijk is onderscheid te maken, maar in de praktijk kunnen de meeste telefooncentrales het verschil niet herkennen.
In Noord-Amerika duurt een flash langer, tot een hele seconde. De flash van een Amerikaans toestel zou op een Europese telefooncentrale de verbinding verbreken. Sommige telefoontoestellen hebben de mogelijkheid de duur van de flash in te stellen.
De flashtoets wordt vooral gebruikt in combinatie met een huistelefooncentrale. Drukt men tijdens een extern gesprek even op de flashtoets, dan wordt het gesprek in de wacht gezet en hoort men de interne kiestoon, zodat men een intern gesprek kan voeren (ruggespraak). Door opnieuw even op de flashtoets te drukken wordt de verbinding met de netlijn hersteld. Drukt de ander op de flashtoets, dan krijgt hij verbinding met de netlijn (doorverbinden).
Ook een aansluiting op een openbare telefooncentrale kan soms gebruikmaken van de flashtoets. Is men geabonneerd op de dienst wisselgesprek, dan kan men met de flashtoets tussen twee gesprekken omschakelen.
Heeft het toestel geen flashtoets, dan kan men meestal hetzelfde effect bereiken door even een tik op het haakcontact te geven. De haak mag daarbij niet te lang worden ingedrukt, omdat dan de lijnverbinding wordt verbroken, iets wat niet kan gebeuren bij de flashtoets met de juiste onderbrekingstijd.
Oudere toestellen hebben in plaats van een flashtoets een aardtoets. Deze heeft dezelfde functie. De aardtoets maakt een kortstondige verbinding tussen het telefoontoestel en de aarde. Er is dus een extra draad voor nodig. Er zijn ook toestellen waarvan de R-toets naar keuze werkt als aardtoets of als flashtoets.